# KIDinaKORNER
KidinaKorner (estilizado como KIDinaKORNER) es una compañía discográfica estadounidense fundada en 2011 por el compositor y productor británico Alexander "Alex da Kid" Grant. La compañía alberga un sello discográfico, la edición musical, la producción comercial y una agencia de marketing. Es el sello discográfico de varias bandas prominentes de la industria de la música, como los Imagine Dragons y los X Ambassadors.

## Sello discográfico
En 2010, Alexander “Alex Da Kid” Grant fundó Wonderland Entertainment, una compañía de edición y producción musical. El 10 de agosto de 2010, se reveló que la cantautora estadounidense Skylar Grey, había firmado un contrato de edición. El 1 de junio de 2011, Interscope Geffen A&M Records, una subsidiaria de Universal Music Group, anunció una subvención firmando un acuerdo de joint venture para lanzar su propio sello discográfico, KIDinaKORNER. El anuncio se produjo después de una concesión que produjo tres de los mejores singles del 2010, que llevaban por título,  "Airplanes", "Love the Way You Lie y "Coming Home", así como el sencillo del 2011, "I Need a Doctor".  El 14 de junio de 2011, KIDinaKORNER lanzó el sencillo debut de Skylar Grey, titulado "Dance Without You" a través de descarga digital.
En noviembre de 2011, Grant firmó con la banda de rock estadounidense Imagine Dragons y en 2012, lanzó su álbum debut titulado "Night Visions". Night Visions, incluía el sencillo "Radioactive"  que fue certificado diamante, y pasó un tiempo récord de 87 semanas dentro del listado Billboard Hot 100 de Estados Unidos. En enero de 2013, el cantante y compositor británico Jamie N Commons, firmó un contrato discográfico con KIDinaKORNER / Interscope. En 2015, KIDinaKORNER lanzó el álbum debut de X Ambassadors, VHS, que fue certificado como oro por la RIAA.

## Marketing
Después de asociarse con marcas como Jeep, Target y Budweiser, KIDinaKORNER entró en una empresa conjunta con WPP, una de las mayores empresas de marketing y comunicaciones del mundo, para desarrollar campañas centradas en la música

## Artistas
| Artista         | Año en que firmó | Lanzamientos |
| --------------- | ---------------- | ------------ |
| Skylar Grey     | 2010             | 4            |
| Imagine Dragons | 2011             | 6            |
| Jamie N Commons | 2013             | 1            |
| X Ambassadors   | 2013             | 3            |

## Lanzamientos
| US                                                                                  | AUS | CAN | ALE | IRL | NZ | SUE | SWI | UK |   |   |                                                   | |
| Skylar Grey                                                                         | The Buried Sessions of Skylar Grey Lanzamiento: 17 de enero de 2012Discográfica: KIDinaKORNER Interscope Records - Formato: Descarga Digital                      | —   | —   | —   | —  | —   | —   | —  | — | — |                                                   | |
| Imagine Dragons                                                                     | Continued Silence - Lanzamiento: 14 de febrero de 2012 (US) - Discográfica: KIDinaKORNER Interscope Records - Formatos: CD Vinilo Descarga Digital Streaming      | 40  | —   | —   | —  | 86  | —   | 20 | — | — |                                                   | |
| Imagine Dragons                                                                     | Night Visions - Lanzamiento: 4 de septiembre de 2012 (US) - Discográfica: KIDinaKORNER Interscope Records - Formatos: CD Vinilo Descarga Digital Streaming Casete | 2   | 4   | 3   | 6  | 3   | 5   | 7  | 9 | 2 | - US: 2,243,000 - CAN: 179,000 - Mundo: 4,000,000 | - RIAA: 2× Platino - ARIA: Platino - BPI: Platino - BVMI: Platino - IFPI SWE: 2× Platino - IFPI SWI: Platino - MC: 3× Platino - RMNZ: Platino |
| Imagine Dragons                                                                     | Hear Me EP - Lanzamiento: 25 de noviembre de 2012 (UK) - Discográfica: KIDinaKORNER Interscope Records - Formatos: CD Descarga Digital                            | —   | —   | —   | —  | —   | —   | —  | — | — |                                                   | |
| Imagine Dragons                                                                     | The Archive EP - Lanzamiento: 12 de febrero de 2013 (US) - Discográfica: KIDinaKORNER Interscope Records - Formatos: Descarga Digital Streaming                   | 134 | —   | —   | —  | —   | —   | —  | — | — |                                                   | |
| Jamie N Commons                                                                     | Rumble and Sway - Lanzamiento: 5 de marzo de 2013 - Discográfica: KIDinaKORNER Interscope Records - Formatos: CD Descarga Digital Streaming                       | —   | —   | —   | —  | —   | —   | —  | — | — |                                                   | |
| X Ambassadors                                                                       | Love Songs Drug Songs - Lanzamiento: 7 de mayo de 2013 - Discográfica: KIDinaKORNER Interscope Records - Formatos: CD Descarga Digital Streaming                  | —   | —   | —   | —  | —   | —   | —  | — | — |                                                   | |
| Imagine Dragons                                                                     | iTunes Session EP - Lanzamiento: 28 de mayo de 2013 (US) - Discográfica: KIDinaKORNER Interscope Records - Formatos: Descarga Digital Streaming                   | 56  | —   | —   | —  | —   | —   | —  | — | — |                                                   | |
| Skylar Grey                                                                         | Don't Look Down - Lanzamiento:9 de julio de 2013 - Discográfica: KIDinaKORNER Interscope Records - Formatos: CD Descarga Digital                                  | 8   | —   | 25  | —  | —   | —   | —  | — | — |                                                   | |
| Skylar Grey                                                                         | iTunes Session - Lanzamiento: 15 de octubre de 2013 - Discográfica: KIDinaKORNER Interscope Records - Formatos: CD Descarga Digital                               | —   | —   | —   | —  | —   | —   | —  | — | — |                                                   | |
| X Ambassadors                                                                       | The Reason - Lanzamiento: 22 de abril de 2014 - Discográfica: KIDinaKORNER Interscope Records - Formatos: Descarga Digital                                        | —   | —   | —   | —  | —   | —   | —  | — | — |                                                   | |
| Imagine Dragons                                                                     | Smoke + Mirrors - Lanzamiento: 17 de febrero de 2015 - Discográfica: KIDinaKORNER Interscope Records - Formatos: CD Vinilo Descarga Digital Streaming             | 1   | 4   | 1   | 3  | 6   | 4   | 21 | 3 | 1 | - EUA: 500 000 - CAN:66 000 - RU:100 000          | RIAA: Oro BPI: Oro |
| X Ambassadors                                                                       | VHS - Lanzamiento: 30 de junio de 2015 - Discográfica: KIDinaKORNER Interscope Records - Formatos: CD Vinilo Descarga Digital Streaming                           | 7   | —   | —   | —  | —   | —   | —  | — | — |                                                   | |
|                                                                                     | |     |     |     |    |     |     |    |   |   |                                                   | |
| Skylar Grey                                                                         | Natural Causes - Lanzamiento: 23 de septiembre de 2016 - Discográfica: KIDinaKORNER Interscope Records - Formatos: CD Descarga Digital Streaming                  | 68  | —   | 68  | —  | —   | —   | —  | — | — |                                                   | |
| Imagine Dragons                                                                     | Evolve - Lanzamiento:23 de junio de 2017 - Discográfica: KIDinaKORNER Interscope Records - Formatos: CD Vinilo Descarga Digital Streaming                         | 2   | —   | —   | —  | —   | —   | —  | — | — |                                                   | |
| "—" denota lanzamientos que no aparecieron en listas o no recibieron certificación. | |     |     |     |    |     |     |    |   |   |                                                   | |